# Gesundheitszentren Rhein-Neckar
Die GRN Gesundheitszentren Rhein-Neckar gGmbH, kurz GRN, ist ein Verbund von vier Kliniken mit angeschlossener Apotheke, drei geriatrischen Rehabilitationskliniken sowie einem Seniorenzentrum und zwei Betreuungszentren im Rhein-Neckar-Kreis. Alleiniger Gesellschafter ist der Rhein-Neckar-Kreis.

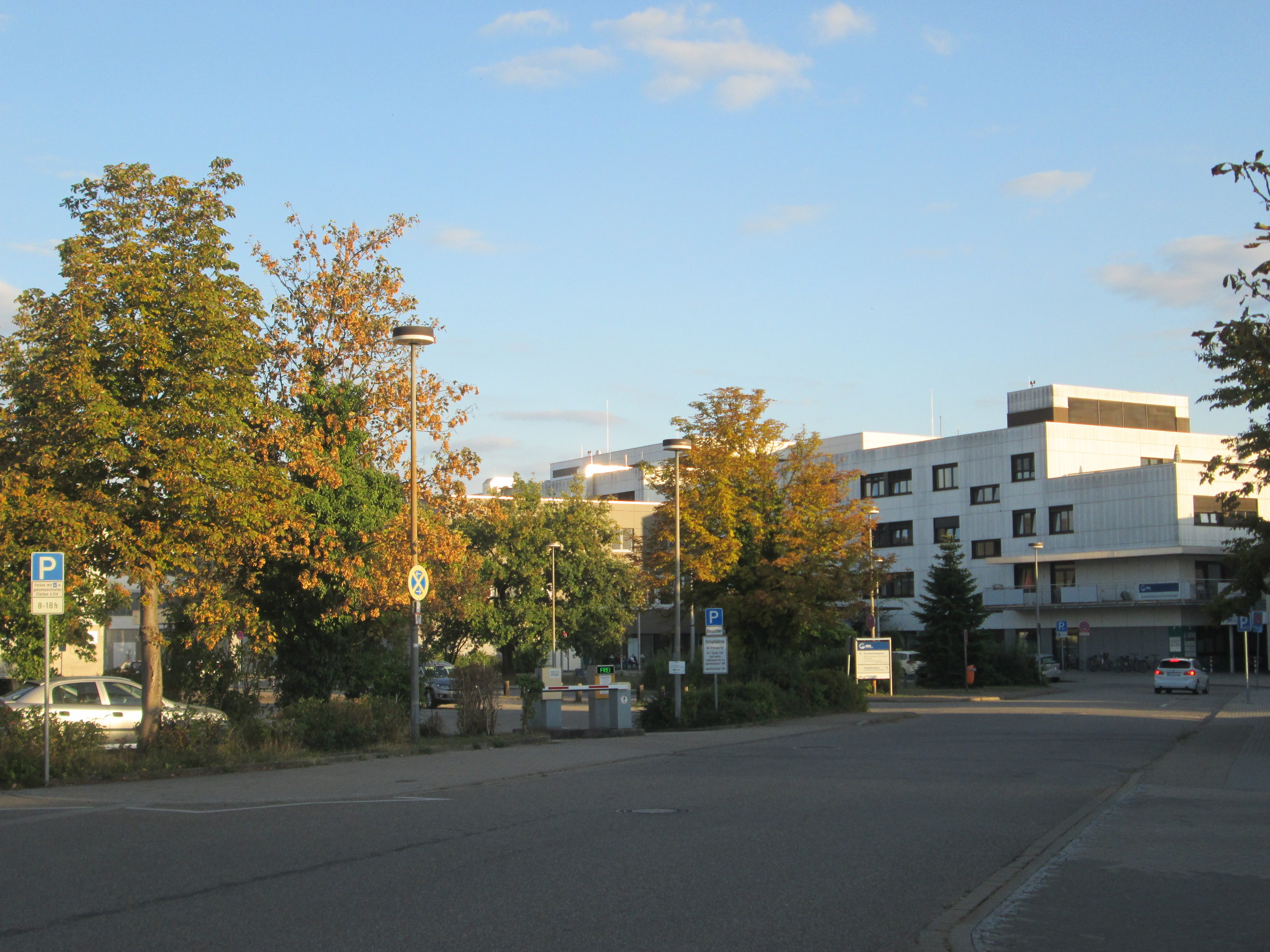
GRN-Klinik Schwetzingen

## Organisation
Zur Gruppe zählen unter anderem folgende Kliniken und Pflegeeinrichtungen:
- GRN-Klinik Eberbach
- GRN-Klinik Schwetzingen
- GRN-Klinik Sinsheim
- GRN-Klinik Weinheim
- GRN-Klinik für Geriatrische Rehabilitation Schwetzingen
- GRN-Klinik für Geriatrische Rehabilitation Sinsheim
- GRN-Klinik für Geriatrische Rehabilitation Weinheim
- GRN-Betreuungszentrum Weinheim
- GRN-Betreuungszentrum Sinsheim
- GRN-Seniorenzentrum Schwetzingen

## Tochterunternehmen
Zu den Tochterunternehmen zählen:
- GRN Medizinische Versorgungszentren gGmbH
- GRN Medizinische Versorgungszentren Weinheim gGmbH
- GRN-Service GmbH